# Bacteria bahiensis
Bacteria bahiensis är en insektsart som först beskrevs av Salvador de Toledo Piza Júnior 1938.  Bacteria bahiensis ingår i släktet Bacteria och familjen Diapheromeridae. Inga underarter finns listade.